# Harald Repar
Harald Repar (* 5. August 1962 in Klagenfurt am Wörthersee, Kärnten) ist ein österreichischer Manager. Für die SPÖ war er von 1996 bis 2000 Mitglied des Bundesrates.

## Leben
Harald Repar besuchte nach der Volksschule ein neusprachliches Gymnasium, an welchem er im Jahr 1981 maturierte. Danach studierte er Rechtswissenschaften, zunächst an der Universität Wien, später an der Universität Salzburg. 1987 schloss er sein Diplomstudium als Magister iuris ab.
Nach einem Jahr Rechtspraktikum wurde er zunächst Konzipient, ehe er noch 1988 eine Anstellung als Vertragsbediensteter beim Land Kärnten fand und unter anderem als Sekretär des damaligen Landeshauptmannstellvertreter tätig war. 1993 wechselte er in die Repar Werbung für Medien GmbH, der er bis 1994 als Leitender Angestellter gemeinsam mit seinem Vater vorstand.
1994 ging Repar in die Politik, als er Geschäftsführer der SPÖ des Bundeslandes Kärnten wurde. Die Sozialdemokraten waren es auch, die Repar im März 1996 als Mitglied in den Bundesrat nach Wien entsendeten. Der Länderkammer gehörte Repar bis Mai 2000 an.
Von 2000 bis 2006 war Repar als Geschäftsführer der Anzeigen und Marketing Kleine Zeitung GmbH und der Kleinen Online/Digital, für die Online und Anzeigenentwicklung der Kleinen Zeitung in den rubrizierten Märkten verantwortlich und hat maßgeblich das joint venture „Willhaben“ mitentwickelt.
Von Juli 2006 bis Mai 2018 war  Harald Repar Geschäftsführer der Gemeinnützigen Bau-, Wohn- und Siedlungsgenossenschaft „meine Heimat“ mit Sitz in Villach, sowie der Tochtergesellschaften HEG und GTS und der Wohnbaugesellschaft Kelag.
Seit Juni 2018 ist Harald Repar Geschäftsführer der Landeswohnbau Kärnten (LWBK) mit den Firmen Neue Heimat, Kärntner Heimstätte und GWG Villach.